# Hiệu suất quang hợp

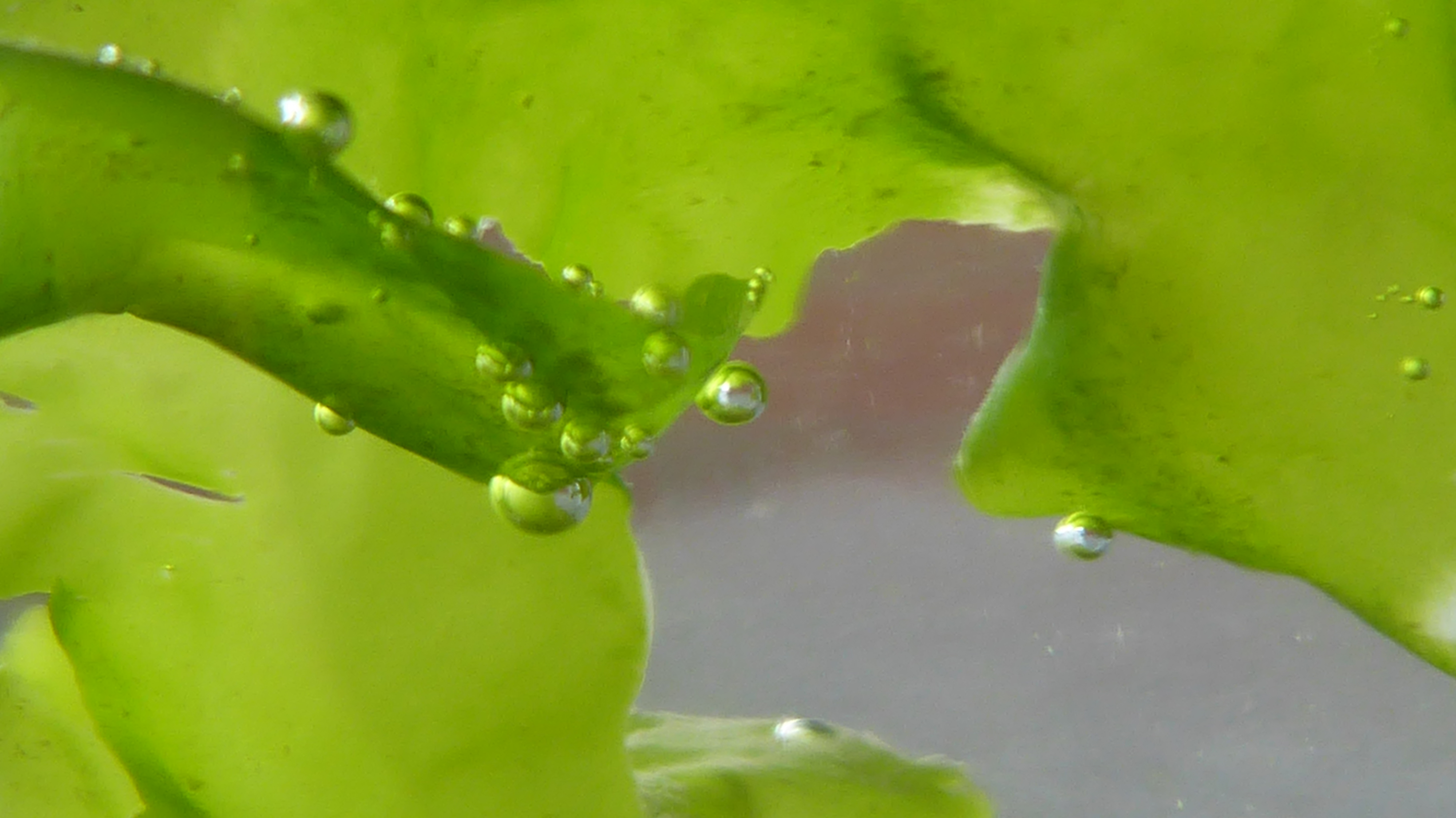
Tảo xanh đang quang hợp trong nước, sinh ra các bong bóng khí oxy

Hiệu suất quang hợp là phần năng lượng ánh sáng được chuyển hóa thành năng lượng hóa học trong quá trình quang hợp ở thực vật và tảo. Quang hợp tạo oxy có thể được mô tả bằng phản ứng hóa học đơn giản
6 H2O + 6 CO2 + năng lượng → C6H12O 6 + 6 O2
trong đó C6H12O6 là glucose, chất này sau đó được chuyển hóa thành các chất hữu cơ khác như các loại đường khác, tinh bột, cellulose, lignin.
Cách tính hiệu suất quang hợp phụ thuộc vào cách xác định năng lượng ánh sáng. Nếu chỉ tính năng lượng của phần ánh sáng được hấp thụ thì hiệu suất được gọi là hiệu suất danh nghĩa. Nếu tính năng lượng của toàn bộ dải ánh sáng từ Mặt Trời rọi vào thực vật và tảo, khi đó hiệu suất được gọi là hiệu suất chuyển đổi năng lượng Mặt Trời.
Trong phản ứng quang hợp, ứng với mỗi phân tử CO2 đầu vào, cần khoảng tám đến mười, hoặc nhiều hơn, photon để cung cấp đủ năng lượng cho phản ứng xảy ra. Năng lượng tự do Gibbs để chuyển đổi một mol CO2 thành glucose là 114 kcal, trong khi 8 mol photon ở bước sóng 600 nm chứa 381 kcal. Từ đây có thể tính ra hiệu suất danh nghĩa là 30%. Tuy nhiên, quá trình quang hợp có thể xảy ra với ánh sáng có bước sóng tới 720 nm miễn là có ánh sáng ở bước sóng dưới 680 nm để giữ cho Quang hệ II hoạt động trong cơ chế của chất diệp lục. Sử dụng bước sóng dài hơn có nghĩa là cần ít năng lượng ánh sáng hơn cho cùng một số lượng photon và do đó cho cùng một lượng quang hợp. Điều này dẫn đến bước sóng dài hơn cho hiệu suất quang hợp danh nghĩa cao hơn.
Đối với ánh sáng Mặt trời thực tế, chỉ có 45% năng lượng ánh sáng nằm trong dải bước sóng hoạt động quang hợp, hiệu suất chuyển đổi năng lượng Mặt Trời tối đa theo lý thuyết là khoảng 11%. Tuy nhiên, trên thực tế, thực vật không hấp thụ toàn bộ ánh sáng Mặt Trời tới, do phản xạ và truyền qua, do nhu cầu hô hấp sáng và yêu cầu về mức bức xạ mặt trời tối ưu (nhiều ánh sáng quá hoặc ít ánh sáng quá cũng làm hiệu suất giảm). Khi tính phần năng lượng từ Mặt Trời được tích tụ lại ở sinh khối, hiệu suất chuyển đổi năng lượng Mặt Trời chỉ đạt từ 3% tới 6%. Hiệu suất này cao hơn ở các loài tảo, và có thể đạt đến 7%.
Nếu quá trình quang hợp không hiệu quả, năng lượng ánh sáng dư thừa phải được tiêu tán để tránh làm hỏng bộ máy quang hợp. Năng lượng có thể bị tiêu tán dưới dạng nhiệt, ví dụ bằng quá trình dập tắt không quang hóa, hoặc phát ra dưới dạng huỳnh quang diệp lục.
Ngoài quang hợp tạo oxy, một số loài vi khuẩn và vi khuẩn cổ còn thực hiện quang hợp không tạo oxy - nhưng vẫn cố định được carbon thành chất hữu cơ - và quang dưỡng võng mạc - một quá trình thu năng lượng ánh sáng để sinh tồn mà không tạo ra carbon hữu cơ.

## Xếp hạng theo hiệu suất
| Nhóm | Loài | Hiệu suất quang hợp (chuyển đổi năng lượng Mặt Trời) | Ứng dụng | Tốc độ tăng trưởng sinh khối |
| --- | --- | ---------------------------------------------------- | --- | --- |
| Quang hợp tạo oxy                                                                                               | |                                                      | | |
| Vi khuẩn lam, chiếm 20–30% sản lượng quang hợp toàn cầu                                                         | Synechocystis, Synechococcus elongatus, tảo xoắn ...                                                                                         | tối đa 10% trên lý thuyết                            | Thực phẩm chức năng Từng được đề xuất làm nhiên liệu sinh học | Gấp đôi sau 1,5 giờ ở Synechococcus elongatus UTEX 2973 |
| Vi tảo | Chlorella, ... | 5%-7%                                                | Nhiên liệu sinh học, hiệu suất chuyển từ năng lượng Mặt Trời sang năng lượng nhiên liệu khoảng 3% (46 đến 93 nghìn L/ha dầu mỗi năm)                                   | Gấp đôi sau 1,5 đến 2 giờ với Chlorella ohadii |
| Rong biển | Tảo mơ, ... | 5%-7%                                                | Nhiên liệu sinh học, hiệu suất chuyển từ năng lượng Mặt Trời sang năng lượng nhiên liệu khoảng 3% (46 đến 93 nghìn L/ha dầu mỗi năm)                                   | Gấp đôi sau 12 giờ ở Ulva meridionalis |
| Rong biển | Tảo bẹ, ... | 5%-7%                                                | Từng được đề xuất cho cô lập carbon, 32,5 triệu km2 diện tích nước mặn hút 53 tỷ tấn CO2 mỗi năm, đủ để làm giảm nồng độ khí nhà kính về mức tiền công nghiệp          | Mở rộng gấp đôi diện tích sau 16-20 ngày, và gấp đôi chiều dài sau 20-30 ngày, dài đến 60m với tốc độ 50 cm mỗi ngày ở tảo bẹ khổng lồ                                                       |
| Thực vật C4, chiếm khoảng 3% tổng số các loài thực vật nhưng chiếm 23% tổng sản lượng trồng trọt chính toàn cầu | Ngô, mía đường, bo bo, .... | tối đa 4,3%                                          | Cây lương thực. Nhiên liệu sinh học, hiệu suất chuyển từ năng lượng Mặt Trời sang năng lượng nhiên liệu khoảng 0,38% với mía đường(4,3 nghìn L/ha cồn mỗi năm với ngô) | 63,5 - 65,9 tấn/ha sinh khối ngô mỗi năm, 7,86 - 8,29 tấn/ha hạt ngô khô mỗi năm, với giống ngô lai đơn ĐH17-5                                                                               |
| Thực vật C4, chiếm khoảng 3% tổng số các loài thực vật nhưng chiếm 23% tổng sản lượng trồng trọt chính toàn cầu | Thủy uẩn thảo, Egeria, ... | tối đa 4,3%                                          | Xử lý nước thải | Gấp đôi sau 12 ngày ở thủy uẩn thảo trong điều kiện tốt nhất |
| Thực vật CAM | Dứa, thanh long, nha đam... | tối đa 4%; 4,5%-4,9% trên lý thuyết ở Chi Thùa       | Cây ăn quả, dệt may | 65-70 tấn/ha quả dứa MD2 mỗi năm, 250 tấn/ha sinh khối lá dứa tươi mỗi năm |
| Thực vật C2, chiếm ít hơn 1% số loài thực vật                                                                   | Diplotaxis tenuifolia, ... | tối đa trong khoảng từ 3,5% đến 4,3%                 | Thực phẩm | |
| Thực vật C3, chiếm trên 95% số loài thực vật                                                                    | Cỏ biển, đa phần là C3 nhưng một số như Zostera noltii là C4, chỉ chiếm 0,1% diện tích đáy biển nhưng chứa 10-18% carbon lưu trữ ở đại dương | tối đa 3,5%, đa số cây trồng 1% đến 2%               | Tạo nguồn cá biển và hải sản | Đám cỏ mở rộng theo phương ngang với tốc độ 2m mỗi năm ở Cymodocea nodosa, cô lập carbon nhanh gấp 35 lần rừng mưa nhiệt đới                                                                 |
| Thực vật C3, chiếm trên 95% số loài thực vật                                                                    | Tre, trúc, nứa, ... có đặc tính gần với C2 hơn C3                                                                                            | tối đa 3,5%, đa số cây trồng 1% đến 2%               | Vật liệu xây dựng, chế tạo đồ dùng, dệt may, nhiên liệu | Có thể lớn 91 cm đến 120 cm mỗi ngày ở Phyllostachys bambusoides. |
| Thực vật C3, chiếm trên 95% số loài thực vật                                                                    | Gạo, lúa mỳ, đậu tương, đại mạch, ... | tối đa 3,5%, đa số cây trồng 1% đến 2%               | Cây lương thực, hiệu suất chuyển từ năng lượng Mặt Trời sang năng lượng tinh bột trong hạt & củ khoảng 0,25% đến 0,5%                                                  | 31,6 tấn/ha sinh khối lúa khô mỗi năm ở Úc, 6,28 tấn/ha lúa gạo mỗi năm ở đồng bằng sông Cửu Long                                                                                            |
| Thực vật C3, chiếm trên 95% số loài thực vật                                                                    | Cọ, dầu mè, ... | tối đa 3,5%, đa số cây trồng 1% đến 2%               | Dầu ăn, nhiên liệu sinh học, hiệu suất chuyển từ năng lượng Mặt Trời sang năng lượng nhiên liệu khoảng 0,1% đến 0,5% (2,3 đến 7,5 nghìn L/ha dầu mỗi năm .)            | 10 tấn/ha quả cọ mỗi năm, 20-23 tấn/ha buồng cọ mỗi năm |
| Thực vật C3, chiếm trên 95% số loài thực vật                                                                    | Bèo phấn, bèo tấm, bèo cái, ... cộng sinh với vi khuẩn lam                                                                                   | tối đa 3,5%, đa số cây trồng 1% đến 2%               | Thức ăn chăn nuôi, lượng protein trên diện tích trồng gấp 20 lần đậu tương. Từng được đề xuất cho cô lập carbon, nhiên liệu sinh học (6,4 nghìn L/ha cồn mỗi năm)      | Gấp đôi sau 29,3 giờ, ở Wolffia microscopica, 3,9 ngày ở bèo cái, 265 tấn tươi/ha mỗi năm (10,5 tấn khô/ha mỗi năm), cô lập carbon nhanh gấp 10 lần rừng                                     |
| Thực vật C3, chiếm trên 95% số loài thực vật                                                                    | Bèo hoa dâu, bèo ong, ... cộng sinh với vi khuẩn lam                                                                                         | tối đa 3,5%, đa số cây trồng 1% đến 2%               | Thức ăn chăn nuôi. Từng được đề xuất cho cô lập carbon, 25 triệu km2 diện tích nước ngọt hút 53 tỷ tấn CO2 mỗi năm                                                     | Gấp đôi sau 1,9 ngày trong điều kiện tốt nhất ở bèo hoa dâu, 1,4 ngày trong điều kiện tốt nhất ở bèo ong khổng lồ; 360-540 tấn tươi/ha mỗi năm cho Azolla pinnata (26-40 tấn khô/ha mỗi năm) |
| Quang hợp không tạo oxy                                                                                         | |                                                      | | |
| Vi khuẩn, chiếm dưới 1% hoạt động quang hợp ven biển                                                            | Vi khuẩn lục không lưu huỳnh, Vi khuẩn lục lưu huỳnh, Vi khuẩn tím, ...                                                                      |                                                      | Xử lý nước thải, phụ gia chăn nuôi | Gấp đôi sau 26 giờ với Chloroflexi, 11 giờ với Rhodospirillum rubrum trong điều kiện tốt nhất                                                                                                |